# مارکل اریتیو
مارکل اریتیو (انگلیسی: Markel Areitio؛ زادهٔ ۷ سپتامبر ۱۹۹۶) بازیکن فوتبال اهل اسپانیا است.
از باشگاه‌هایی که در آن بازی کرده‌است می‌توان به باشگاه فوتبال ایبار اشاره کرد.